# Nederlands landskampioenschap 1913-1914
Il campionato era formato da ventiquattro squadre e il HVV Den Haag vinse il titolo.

## Est
|   | Club               | G  | V  | N | P  | GF | GS | Punti | DR  |                                          |
| - | ------------------ | -- | -- | - | -- | -- | -- | ----- | --- | ---------------------------------------- |
| 1 | Vitesse            | 14 | 11 | 0 | 3  | 43 | 12 | 22    | +31 | Qualificata per il gruppo finale.        |
| 2 | HVV Tubantia       | 14 | 8  | 3 | 3  | 43 | 23 | 19    | +20 |                                          |
| 3 | Koninklijke UD     | 14 | 7  | 2 | 5  | 27 | 24 | 16    | +3  |                                          |
| 4 | Quick Nijmegen     | 14 | 6  | 2 | 6  | 31 | 20 | 14    | +9  |                                          |
| 5 | Go Ahead           | 14 | 5  | 4 | 5  | 22 | 30 | 14    | -8  |                                          |
| 6 | GVC Wageningen     | 14 | 5  | 3 | 6  | 22 | 35 | 13    | -13 |                                          |
| 7 | Robur et Velocitas | 14 | 4  | 3 | 7  | 23 | 35 | 11    | -12 |                                          |
| 8 | EFC PW 1885        | 14 | 1  | 1 | 12 | 10 | 42 | 3     | -32 | Non partecipante la stagione successiva. |

G = Partite giocate; V = Vittorie; N = Nulle/Pareggi; P = Perse; GF = Goal fatti; GS = Goal subiti; DR = Differenza reti, PT = Punti

## Sud
Le squadre del sud non parteciparono al campionato successivo a causa della guerra mondiale.
|   | Club              | G  | V | N | P | GF | GS | Punti | DR  |                               |
| - | ----------------- | -- | - | - | - | -- | -- | ----- | --- | ----------------------------- |
| 1 | Willem II         | 10 | 6 | 3 | 1 | 35 | 10 | 15    | +25 | Qualificata al gruppo finale. |
| 2 | CVV Velocitas     | 10 | 7 | 1 | 2 | 30 | 11 | 15    | +19 |                               |
| 3 | MVV Maastricht    | 10 | 4 | 3 | 3 | 16 | 18 | 11    | -2  |                               |
| 4 | Bredania/'t Zesde | 10 | 4 | 2 | 4 | 15 | 18 | 10    | -3  | Non partecipante nel 1915–16. |
| 5 | RKVV Wilhelmina   | 10 | 3 | 2 | 5 | 17 | 21 | 8     | -4  |                               |
| 6 | VVV-Venlo         | 10 | 0 | 1 | 9 | 7  | 42 | 1     | -35 |                               |

G = Partite giocate; V = Vittorie; N = Nulle/Pareggi; P = Perse; GF = Goal fatti; GS = Goal subiti; DR = Differenza reti, PT = Punti

## Ovest
|    | Club             | G  | V  | N | P  | GF | GS | Punti | DR  |                                          |
| -- | ---------------- | -- | -- | - | -- | -- | -- | ----- | --- | ---------------------------------------- |
| 1  | HVV Den Haag     | 18 | 14 | 2 | 2  | 56 | 32 | 30    | +34 | Qualificata per il gruppo finale.        |
| 2  | Sparta Rotterdam | 18 | 8  | 5 | 5  | 30 | 30 | 21    | 0   |                                          |
| 3  | HFC Haarlem      | 18 | 9  | 1 | 8  | 41 | 30 | 19    | +11 |                                          |
| 4  | Koninklijke HFC  | 18 | 7  | 4 | 7  | 40 | 38 | 18    | +2  |                                          |
| 5  | DFC              | 18 | 7  | 3 | 8  | 32 | 30 | 17    | +2  |                                          |
| 6  | UVV Utrecht      | 18 | 8  | 1 | 9  | 24 | 29 | 17    | -5  |                                          |
| 7  | VOC              | 18 | 8  | 0 | 10 | 28 | 32 | 16    | -4  |                                          |
| 8  | HC & CV Quick    | 18 | 6  | 3 | 9  | 32 | 35 | 15    | -3  |                                          |
| 9  | HBS Craeyenhout  | 18 | 5  | 5 | 8  | 31 | 36 | 15    | -5  |                                          |
| 10 | Ajax             | 18 | 5  | 2 | 11 | 22 | 44 | 12    | -22 | Non partecipante la stagione successiva. |

G = Partite giocate; V = Vittorie; N = Nulle/Pareggi; P = Perse; GF = Goal fatti; GS = Goal subiti; DR = Differenza reti, PT = Punti

## Gruppo finale per il titolo
|   | Club         | G | V | N | P | GF | GS | Punti | DR  |
| - | ------------ | - | - | - | - | -- | -- | ----- | --- |
| 1 | HVV Den Haag | 4 | 3 | 0 | 1 | 16 | 6  | 6     | +10 |
| 2 | Vitesse      | 4 | 3 | 0 | 1 | 9  | 4  | 6     | +5  |
| 3 | Willem II    | 4 | 0 | 0 | 4 | 2  | 17 | 0     | -15 |

G = Partite giocate; V = Vittorie; N = Nulle/Pareggi; P = Perse; GF = Goal fatti; GS = Goal subiti; DR = Differenza reti, PT = Punti